# Софийски районен съд
Софийският районен съд е първоинстанционен съд в България, чийто обхват покрива цялата Столична община.
Той е най-големият и натоварен съд в цялата съдебна система на Република България, в който се разглеждат над 30% от всички дела на районно ниво. Всяка година в него постъпват изключително голям брой нови дела: през 2013 г. – 101 223 бр.; през 2014 г. – 97 539 бр.; през 2015 г. – 104 601 бр.; през 2016 г. – 99 652 бр.
Дълги години съдът се бори със сградния си проблем, а именно изключително лошите материално-битови условия в сградата на бул. „Драган Цанков“ 6. През април 2015 година трите граждански отделения на Софийския районен съд (СРС) са преместени в ремонтираната съдебна палата на бул. „Цар Борис III“ 54. От октомври 2017 година Наказателно отделение и Бюро съдимост на Софийския районен съд ще се помещават в новата сграда на съда, намираща се на бул. „Ген. М. Д. Скобелев“ 23.
Бюрото за съдимост към Софийския районен съд е най-голямото в България. То ежегодно издава над 150 000 свидетелства за съдимост и над 21 000 справки за съдимост.
Председателят на СРС е единственият, на когото е възложено да се произнася по искания за блокиране на Интернет сайтове, чрез които се организират хазартни игри без разрешение.

## Подсъдност
1. Граждански дела (семейни, искове за издръжка, трудови дела, искове по търговски и граждански дела с цена на иска под 25 000 лв., делби на движимо и недвижимо имущество и др.);
2. Наказателни дела (които не са подсъдни на окръжен съд като първа инстанция);
3. Административно-наказателни дела (такива за налагане на наказания по чл. 78а от Наказателния кодекс; по Указа за борба с дребното хулиганство (УБДХ), по Закона за опазване на обществения ред при провеждането на спортни мероприятия (ЗООРПСМ), при обжалване на наложени административни наказания за нарушения по Закона за движението по пътищата, Кодекса на труда, Кодекса за социално осигуряване, Закона за защита на потребителите, Закона за данък върху добавената стойност, Закона за акцизите, Закона за обществените поръчки, Закона за публичното предлагане на ценни книжа, Закона за автомобилните превози, Закона за частната охранителна дейност, Закона за опазване на околната среда, Закона за българските лични документи и много др.);
4. Административни дела по Закона за собствеността и ползването на земеделски земи, Закона за възстановяване на собствеността върху горите и земите от горския фонд и по някои текстове от Изборния кодекс.

## Обжалване
При обжалване на първоинстанционните съдебни актове на Софийския районен съд по граждански, наказателни и административно-наказателни дела за наказания по чл. 78а от НК, УБДХ и ЗООРПСМ се образува второинстанционно дело пред Софийски градски съд.
Административно-наказателните дела и административните дела, разгледани от Софийския районен съд се обжалват пред Административен съд София-град.

## Съдебен район
Съдебният район на Софийския районен съд включва (съгласно посоченото на сайта на всс):
| №  | Райони        | Кметства |
| -- | ------------- | --- |
| 1  | Средец        | |
| 2  | Красно село   | |
| 3  | Възраждане    | |
| 4  | Оборище       | |
| 5  | Сердика       | |
| 6  | Подуяне       | |
| 7  | Слатина       | |
| 8  | Изгрев        | |
| 9  | Лозенец       | |
| 10 | Триадица      | |
| 11 | Красна поляна | |
| 12 | Илинден       | |
| 13 | Надежда       | |
| 14 | Искър         | кметство Бусманци |
| 15 | Младост       | кметски наместник кв. Горубляне |
| 16 | Студентски    | |
| 17 | Витоша        | кметства: с. Владая, с. Мърчаево |
| 18 | Овча купел    | кметства: Мало Бучино, Суходол, Горна баня |
| 19 | Люлин         | |
| 20 | Връбница      | кметства: Волуяк, Мрамор |
| 21 | Нови Искър    | кметства: с. Балша, с. Войняговци, с. Доброславци, с. Житен, с. Кубратово, с. Кътина, с. Локорско, с. Мировяне, с. Негован, с. Световрачане, с. Подгумер, с. Чепинци |
| 22 | Кремиковци    | кметства: Бухово, Горни Богров, Долни Богров, с. Желява, с. Яна, квартали Ботунец, Враждебна, Кремиковци, Сеславци, Челопечене                                       |
| 23 | Панчарево     | кметства: Бистрица, Герман, Железница, Казичане, Кокаляне, с. Кривина, Лозен, Пасарел, кметско наместничество Плана                                                  |
| 24 | Банкя         | кметства: с. Иваняне, с. Клисура |

## Ръководство
Председателят на Софийския районен съд е съдия Александър Ангелов, който поема поста на 25.07.2017 г.
Предишни председатели на СРС
- 02.02.2017 г. – 25.07.2017 г. – и.ф. председател съдия Стефан Милев
- 27.11.2012 г. – 31 януари 2017 г. – съдия Методи Лалов
- 26.04.2012 г. – 27.11.2012 г. – и.ф. председател съдия Методи Лалов
- 22.12.2008 г. – 11.04.2012 г. – съдия Красимир Влахов
- 13.10.2007 г. – 22.12.2008 г. – и.ф. председател съдия Николай Маджаров
- 17.11.2004 г. – 03.10.2007 г. – съдия Иван Колев
- 1993 г. – 17.11.2004 г. – съдия Капка Костова

## Администрация
Структурата на съдебната администрация, функциите на службите в нея и статутът на съдебните служители са уредени в Правилник за администрацията в съдилищата (Обн., ДВ, бр. 8 от 28 януари 2014 г.)
Съдебната администрация се състои от: съдебен администратор, административен секретар и съдебни служители, организирани в обща и специализирана администрация.

## Знак на съда
Марката представлява стилизирано изображение на абревиатурата на Софийския районен съд, съдържащо везна, писец и меч, като символи на справедливостта, писаното слово и принудителната сила на държавата, с която правото бива налагано в случаите на правонарушения. Тя е създадена и дарена на съда през 2013 г. от г-н Веселин Пенчев, член на Съюза на българските художници, секция Графичен дизайн, автор на над 50 графични знака, сред които са и тези на Химикотехнологичния и металургичен университет и на Българската федерация по тенис.
Софийският районен съд е пионер в тази област, тъй като ще бъде не само първият орган на съдебната власт, но и въобще първата държавна институция в България със защитена марка. Чрез придобиването на правото върху марката, считано от датата на подаване на заявката на 15.07.2015 г. в Патентното ведомство, единствено Софийският районен съд може да я използва и да се разпорежда с нея.
Знакът, отличаващ графично най-големия и натоварен съд в България от всички останали правни субекти, е поставен на сайта на съда, на официалните страници във Фейсбук и Туитър, в съдебните сгради, поставя се и на служебната кореспонденция. Същият е вграден в настилката на алеята пред централния вход на новата съдебна палата на бул. „Ген. М. Д. Скобелев“ 23, като олицетворение на успешните действия на Софийския районен съд в периода 2012 – 2015 г. за окончателно и пълно разрешаване на дългогодишния сграден проблем не само на съда, но и на Софийската районна прокуратура, която ще се ползва изцяло от постигнатите резултати от съда.

## Център за спогодби и медиация
Центърът за спогодби и медиация (ЦСМ) при СРД съд и Софийския градски съд е създаден и работи по Програма „Спогодби“ към СРС и СГС.
Програмата е инициирана чрез проект „Медиацията – вашето решение“, финансиран от Фонд „България" на Американската агенция за международно развитие и German Marshal Fund чрез Балканския тръст за демокрация. Проектът се изпълни от Софийския районен съд (СРС) и Професионалната асоциация на медиаторите в България (ПАМБ), а техни партньори бяха: Европейската асоциация на съдиите за медиация (GEMME) и Българо-американската комисия за образователен обмен „Фулбрайт". При реализирането на Програмата участват СРС, ПАМБ и Националната асоциация на медиаторите (НАМ), а от пролетта на 2011 г. и Софийски градски съд (СГС).
Целта е в условия на пълна доброволност от страна на медиаторите да се осигури активно включване и готовност за участие в организацията на дейността на Центъра. Дейността на Центъра се осъществява от: комисия и подкомисии, координатор, медиатори, стажанти.
Качеството на медиациите и информиране за дейността на Центъра се осигурява чрез първоначален подбор на медиаторите, обратни връзки, анализиращ екип и мерки.